# Massimo Ardinghi
Massimo Ardinghi (Genova, 6 marzo 1971) è un ex tennista italiano.

## Biografia

### Carriera sportiva

#### Singolare
In singolare ha raggiunto la sua posizione migliore con la 194ª toccata nel luglio 1992 grazie ai risultati conseguiti nell'ATP Challenger Tour con la vittoria a Kakegawa nel 1991, battendo in finale Florian Krumrey, ed alla finale di Anversa nel 1992.
Ha partecipato per quattro volte a tornei dell'ATP Tour, vincendo un incontro solamente all'Austrian Open 1994 di Kitzbühel battendo il belga Xavier Daufresne.

#### Doppio
Ha colto i migliori risultati in doppio, specialità nella quale ha raggiunto la 111ª posizione il 28 settembre 1998.
Il 23 giugno 1991 ha raggiunto la sua prima finale ATP all'Hypo Group Tennis International di Genova insieme a Massimo Boscatto, dove però venne sconfitto in tre set dalla coppia formata da Marcos Górriz e Alfonso Mora.
Il 28 marzo 1999 ha raggiunto la seconda finale al Grand Prix Hassan II di Casablanca in coppia con Vincenzo Santopadre, perdendo ancora in due set dal duo composto da Fernando Meligeni e Jaime Oncins.
In carriera ha partecipato in quattro occasioni, tre a Wimbledon e una a Melbourne, a tornei del Grande Slam venendo eliminato sempre al primo turno ad eccezione di Wimbledon 1996 quando, insiema a Nicola Bruno, batté al primo turno la coppia formata da Scott Draper e Javier Sánchez.
Nel circuito Challenger vanta i successi di Giacarta nel 1991, Maiorca nel 1997, Cherbourg a 1998 e Poznan e Sofia nel 1999.

## Statistiche

### Doppio

#### Finali perse (2)
| Legenda                                                      |
| Grande Slam (0)                                              |
| ATP Tour World Championships (0)                             |
| Super 9 / Masters Series (0)                                 |
| Giochi olimpici (0)                                          |
| ATP Championships Series / ATP International Series Gold (0) |
| ATP World Series / ATP International Series (2)              |

| Numero | Data           | Torneo                                  | Superficie    | Compagno            | Avversari in finale            | Punteggio     |
| 1.     | 23 giugno 1991 | Hypo Group Tennis International, Genova | Terra battuta | Massimo Boscatto    | Marcos Górriz Alfonso Mora     | 7-5, 5-7, 3-6 |
| 2.     | 28 marzo 1999  | Grand Prix Hassan II, Casablanca        | Terra battuta | Vincenzo Santopadre | Fernando Meligeni Jaime Oncins | 2-6, 3-6      |

### Tornei minori

#### Singolare

##### Vittorie (1)
| Legenda tornei minori |
| Challenger (1)        |
| Futures (0)           |

| Anno           | Torneo                        | Superficie | Avversario in finale | Punteggio |
| 14 luglio 1991 | Kakegawa Challenger, Kakegawa | Erba       | Florian Krumrey      | 7-5, 6-3  |

#### Doppio

##### Vittorie (5)
| Legenda tornei minori |
| Challenger (4)        |
| Futures (1)           |

| N. | Data             | Torneo                                  | Superficie     | Compagno           | Avversari in finale                    | Punteggio     |
| 1. | 10 febbraio 1991 | Jakarta Challenger, Giacarta            | Terra battuta  | Massimo Boscatto   | Peter Carter Niclas Kroon              | 5-7, 6-4, 7-6 |
| 2. | 5 ottobre 1997   | Mallorca Challenger, Maiorca            | Terra battuta  | Guillaume Marx     | Devin Bowe Tamer El Sawy               | 6-3, 6-2      |
| 3. | 1º marzo 1998    | Challenger DCNS de Cherbourg, Cherbourg | Cemento indoor | Massimo Bertolini  | Jean-Philippe Fleurian Stéphane Simian | 6-3, 2-6, 6-4 |
| 4. | 6 maggio 1999    | Italy F7, Verona                        | Terra battuta  | Filippo Messori    | Ivo Karlović Goran Oresic              | 6-4, 7-6      |
| 5. | 8 agosto 1999    | Poznań Challenger, Poznań               | Cemento indoor | Davide Sanguinetti | Hugo Armando Andrej Čerkasov           | 6-3, 2-6, 6-4 |
| 6. | 30 maggio 1999   | Bulgarian Open Challenger, Sofia        | Cemento indoor | Davide Sanguinetti | Nebojsa Djordjevic Dušan Vemić         | 6-4, 6-2      |